# روس غريمزلي
روس غريمزلي (بالإنجليزية: Ross Grimsley)‏ هو لاعب كرة قاعدة أمريكي، ولد في 4 يونيو 1922 في أميريكوس في الولايات المتحدة، وتوفي في 6 فبراير 1994 في ممفيس في الولايات المتحدة.

## وصلات خارجية
- روس غريمزلي على موقعبيزبول رفرنس.كوم (الدوري الرئيسي) (الإنجليزية)
- روس غريمزلي على موقعبيزبول رفرنس.كوم (الدوري الثانوي) (الإنجليزية)